# Schröpfen (Kochen)
Als Schröpfen bezeichnet man in der Küche das Einschneiden von Speisefischen, um deren Gräten zu zerkleinern. Dazu werden in den Fisch oder das Filet Schnitte im Abstand von wenigen Millimetern quer zur Grätenrichtung gesetzt, ohne das Fleisch beim ganzen Fisch bzw. die Haut beim Filet komplett zu durchtrennen. Die kurzen Grätenstücke stören beim Verzehr kaum noch. Vor allem bei grätenreichen Weißfischen ist diese Methode verbreitet. Fischhändler besitzen oft Geräte zum Schröpfen.
Auch Geflügel, wie etwa Wachteln, kann man auf diese Art zubereiten;  dies ist beispielsweise in der thailändischen Küche üblich.  Die Knochen nehmen dadurch eine gummiartige Struktur an und lassen sich mitessen.